# Schlacht von Kleidion
Die Schlacht von Kleidion (bulgarisch битката при Клидион, mittelgriechisch Μάχη του Κλειδίου, auch Clidium, „der Schlüssel“, oder bulgarisch Беласишка битка, deutsch Schlacht von Belasiza), auch als Schlacht an der Struma bezeichnet, fand am 29. Juli 1014 zwischen bulgarischen und byzantinischen Truppen in der Nähe der heutigen bulgarischen Stadt Petritsch statt. Sie war die entscheidende Schlacht, die das Ende des Ersten Bulgarenreiches markierte.

## Vorgeschichte
Die Byzantiner und die Bulgaren lagen bereits seit Jahrzehnten im Krieg gegeneinander. Die längste Phase dieses Krieges begann um 1002, als Samuil von Bulgarien versuchte, sein Herrschaftsgebiet bis in die Region des heutigen Griechenlands auszudehnen. Der byzantinische Kaiser Basileios II. wollte eine weitere bulgarische Expansion verhindern und das in den letzten Jahrzehnten an die Bulgaren verlorene Land zurückerobern. Basileios marschierte fortan einmal jährlich in Bulgarien ein, um das Land zu plündern. Im Jahr 1005 hatte er bereits Thessalien, Makedonien und Zentralgriechenland zurückerobert.

## Die Schlacht
Samuil ließ an der bulgarischen Grenze Gräben ziehen und viele Täler und Pässe mit Wällen und Türmen befestigen. Auch der Pass von Kleidion (Belasiza-Gebirge) im Tal der Struma (Strymon), der Weg in das Innere Bulgariens, war so gesichert. 1014 stand Basileios dem bulgarischen Heer hier in der Schlacht gegenüber. Die Bulgaren hatten bis dahin erfolgreich eine Art Guerillataktik angewandt, bei welcher das Vermeiden einer direkten Schlacht im Mittelpunkt stand. Auf dem Weg nach Kleidion wurde Basileios’ Heer mehrfach von bulgarischen Kontingenten bedrängt, doch diese Angriffe konnte von einer Abteilung des byzantinischen Heeres unter Theophylaktos Botaniates, dem Strategen von Thessalonika, zurückgeschlagen werden.
Das Tal von Kleidion wurde von etwa 15.000 bis 20.000 Bulgaren verteidigt. Basileios begann, die Befestigungen des Tales zu belagern, doch ein weiteres Vorrücken war der byzantinischen Armee unter diesen Umständen nicht möglich. Doch der byzantinische General Nikephoros Xiphias, Stratege von Philippopolis, führte seine Streitkräfte um den Berg Belasiza herum und fiel den Bulgaren so in den Rücken. Die Bulgaren stellten sich der neuen Bedrohung, vernachlässigten hierbei jedoch die Verteidigung der Türme. So gelang es Basileios, die feindlichen Reihen zu durchbrechen; Tausende von Bulgaren wurden in Folge des Durchbruchs getötet. General Botaniates starb nach der Schlacht in einem bulgarischen Hinterhalt. Nach dem Geschichtsschreiber Johannes Skylitzes nahm Samuil an der Schlacht teil und entkam auf dem Pferd seines Sohnes.

## Die bulgarischen Gefangenen
Johannes Skylitzes berichtet, dass Basileios die Bulgaren in die Flucht geschlagen habe, wobei er mehr als 14.000 Gefangene gemacht habe. Diese soll er in Gruppen zu 100 Mann eingeteilt und 99 in jeder Gruppe geblendet haben. Je einem Mann ließ er ein Auge, damit dieser die anderen nach Hause führen könne. Dies tat er möglicherweise, um Botaniates’ Tod zu rächen. Skylitzes berichtet, dass Samuil beim Anblick seiner heimkehrenden Truppen am 31. Juli einen Herzanfall erlitten habe. Andere Quellen berichten, er habe nicht an der Schlacht teilgenommen und sei erst im Oktober 1014 verstorben.

## Folgen
Aufgrund des Sieges, welcher das Byzantinische Reich vorerst von der Bedrohung durch das Bulgarische Reich befreite, erhielt Basileios den Ehrennamen Bulgaroktónos (Bulgarenschlächter). Entgegen den Berichten des Skylitzes müssen die Nachfolger Samuils jedoch noch einige Truppen gehabt haben, denn Basileios nahm Bulgarien nicht sofort ein, und der Krieg zog sich noch vier weitere Jahre hin, bis das Bulgarische Reich im Jahre 1018 endgültig unter Zar Iwan Wladislaw (Samuils Neffe, Sohn seines Bruders Aaron), anderen Quellen nach unter seinem Sohn Presian II., geschlagen und zerstört wurde. Bis 1185 war Bulgarien danach wieder Teil des Byzantinischen Reiches und in die Provinzen (Themata) Makedonien, Paristrion und Bulgaria integriert.